# Tour de Bretaña Femenino
El Tour de Bretaña femenino es una carrera ciclista por etapas femenina que se celebra anualmente en Francia y es la versión femenina de la carrera del mismo nombre y al igual esta competencia se corre en Bretaña a finales del mes de abril.
La carrera fue creada en el año 1987 como una carrera amateur y en 2001 y 2004 profesional de categoría 2.9.2 (última categoría del profesionalismo). Desde el 2005 pasó a se una competencia de categoría 2.2 (igualmente última categoría del profesionalismo). En 2006 cambio levemente su nombre oficial por el de Tour de Bretagne Féminin, anteriormente se llamaba oficialmente Tour Féminin de Bretagne. A diferencia que su homónima masculina esta se disputa a mediados del mes de julio. Las ediciones del 1990, 2002 y 2010 no se disputaron.

## Palmarés
| Año                                          | Ganador                 | Segundo                | Tercero                 |           |
| -------------------------------------------- | ----------------------- | ---------------------- | ----------------------- | --------- |
| Tour de Finistère femenino ediciones amateur |                         |                        |                         |           |
| 1987                                         | Cécile Odin             | Françoise Leprod'homme | Agnes Loohuis-Damveld   |           |
| 1988                                         | Catherine Marsal        | Cécile Odin            | Heidi Iratcabal         |           |
| 1989                                         | Catherine Marsal        | Denise Kelly           | Valérie Simonnet        |           |
| 1990 edición no realizada                    |                         |                        |                         |           |
| 1991                                         | Daiva Čepelienė         | Natacha Olhevskaia     | Isabelle Nicoloso       |           |
| 1992                                         | Hanka Kupfernagel       | Luzia Zberg            | Marion Clignet          |           |
| 1993                                         | Jeannie Longo           | Marion Clignet         | Olga Sokolowa           |           |
| 1994                                         | Swetlana Bubnenkowa     | Catherine Marsal       | Diana Žiliūtė           |           |
| 1995                                         | Jeannie Longo           | Walentina Polchanowa   | Marina Prudnikova       |           |
| 1996                                         | Marion Clignet          | Judith Arndt           | Zulfiya Zabirova        |           |
| Tour de Bretaña femenino                     |                         |                        |                         |           |
| 1997                                         | Hanka Kupfernagel       | Rasa Polikevičiūtė     | Yvonne McGregor         |           |
| 1998                                         | Hanka Kupfernagel       | Kathryn Watt           | Yvonne McGregor         |           |
| 1999                                         | Judith Arndt            | Gunn-Rita Dahle Flesjå | Anne Samplonius         |           |
| 2000                                         | Monica Valvik           | Ingunn Bollerud        | Jorunn Kvalø            |           |
| edición profesional                          |                         |                        |                         |           |
| 2001                                         | Judith Arndt            | Arenda Grimberg        | Solrun Flatås           |           |
| 2002 edición no realizada edición aficionada |                         |                        |                         |           |
| 2003                                         | Edwige Pitel            | Magali Le Floc'h       | Kirsty Nicole Robb      |           |
| ediciones profesionales                      |                         |                        |                         |           |
| 2004                                         | Magalie Finot-Laivier   | Daniela Fusar Poli     | Sandrine Marcuz         |           |
| 2005                                         | Marina Jaunatre         | Magali Le Floc'h       | Edwige Pitel            |           |
| 2006                                         | Marina Jaunatre         | Andrea Bosman          | Alexandra Rannou        |           |
| 2007                                         | Marina Jaunatre         | Karine Gautard-Roussel | Toni Bradshaw           |           |
| 2008                                         | Emma Pooley             | Jo Kiesanowski         | Lauren Franges          |           |
| 2009                                         | Liesbet de Vocht        | Marianne Vos           | Alexandra Burtschenkowa |           |
| 2010 edición no realizada                    |                         |                        |                         |           |
| 2011                                         | Alexandra Burtschenkowa | Karol-Ann Canuel       | Rhae-Christie Shaw      |           |
| 2012                                         | Anna van der Breggen    | Sofie De Vuyst         | Aude Biannic            |           |
| 2013                                         | Audrey Cordon           | Thalita De Jong        | Swetlana Bubnenkowa     |           |
| 2014                                         | Elisa Longo Borghini    | Audrey Cordon          | Doris Schweizer         |           |
| 2015                                         | Ilaria Sanguineti       | Christine Majerus      | Tatiana Antóshina       |           |
| 2016                                         | Arlenis Sierra          | Ann-Sophie Duyck       | Claire Rose             |           |
| 2017-2018 ediciones no realizadas            |                         |                        |                         |           |
| 2019                                         | Audrey Cordon-Ragot     | Kirsten Wild           | Juliette Labous         |           |
| 2020                                         | cancelada               | cancelada              | cancelada               | cancelada |
| 2021                                         | cancelada               | cancelada              | cancelada               | cancelada |
| 2022                                         | Vittoria Guazzini       | Cédrine Kerbaol        | Ally Wollaston          |           |
| 2023                                         | Grace Brown             | Coralie Demay          | Alessia Vigilia         |           |
| 2024                                         | Grace Brown             | Alessia Vigilia        | Amber Kraak             |           |

| País         | Victorias |
| ------------ | --------- |
| Francia      | 14        |
| Alemania     | 5         |
| Italia       | 3         |
| Rusia        | 2         |
| Australia    | 2         |
| Lituania     | 1         |
| Noruega      | 1         |
| Reino Unido  | 1         |
| Países Bajos | 1         |
| Cuba         | 1         |